# Vauda Canavese
Vauda Canavese – miejscowość i gmina we Włoszech, w regionie Piemont, w prowincji Turyn.
Według danych na rok 2004 gminę zamieszkiwało 1410 osób, 201,4 os./km².